# Primeira Liga de 2024–25
A Primeira Liga de 2024–25 (também conhecida como Liga Portugal Betclic por motivos de patrocínio) foi a 91ª temporada da Primeira Liga, a principal liga profissional dos clubes de futebol da associação portuguesa e a terceira temporada sob o atual título da Liga Portugal. Esta foi a oitava temporada da Primeira Liga a usar o árbitro de vídeo (VAR). O Sporting é o defensor e detentor do título. O Sporting sagrou-se campeão no final da temporada.
A temporada iniciou-se a 9 de Agosto de 2024 e terminou a 17 de Maio de 2025.

## Recorde de assistências da Liga
Após o recorde da temporada passada, a Liga Portugal volta a fixar novo recorde de espectadores nos estádios desde que à registos da Liga neste século, com um crescimento de 1.5% em relação à época transata. A audiência acumulada total ascendeu aos 3.761.888 pessoas que perfaz uma média de assistências de 12.294 espectadores. Assim, esta época passou a ser a mais elevada e a segunda a ultrapassar a barreira dos 12 mil desde a temporada de 1989/90.
Este facto deve-se sobretudo à subida da média do Benfica, Sporting, Porto, Vitória de Guimarães, Farense e Gil Vicente, sendo os únicos que melhoraram as médias e contrabalançaram com os restantes clubes que diminuíram consideravelmente.
A época de 2024/25 registou as seguintes estatísticas por clube:
| #                        | Clube                    | Jogos | Média  | Percentagem de Ocupação | Acumulado | Cap. Estádio |
| ------------------------ | ------------------------ | ----- | ------ | ----------------------- | --------- | ------------ |
| 1º                       | SL Benfica               | 17    | 58.746 | 91,4%                   | 998.680   | 65.592       |
| 2º                       | Sporting CP              | 17    | 42.529 | 84,95%                  | 722.987   | 50.095       |
| 3º                       | FC Porto                 | 17    | 40.609 | 81,16%                  | 690.356   | 50.033       |
| 4º                       | Vitória SC               | 17    | 18.447 | 62,61%                  | 313.605   | 30.029       |
| 5º                       | SC Braga                 | 17    | 13.868 | 49,18%                  | 235.755   | 30.286       |
| 6º                       | Boavista FC              | 17    | 7.212  | 26,35%                  | 122.596   | 28.263       |
| 7º                       | SC Farense               | 17    | 7.165  | 67,96%                  | 121.812   | 7.000        |
| 7º                       | SC Farense               | 17    | 7.165  | 67,96%                  | 121.812   | 22.000       |
| 8º                       | Gil Vicente FC           | 17    | 5.496  | 45,69%                  | 93.437    | 12.046       |
| 9º                       | FC Famalicão             | 17    | 3.781  | 72,4%                   | 64.285    | 5.186        |
| 10º                      | Estrela Amadora          | 17    | 3.704  | 55,74%                  | 62.972    | 9.288        |
| 11º                      | Santa Clara              | 17    | 3.074  | 30,74%                  | 52.264    | 12.500       |
| 12º                      | Estoril Praia            | 17    | 2.723  | 53,45%                  | 46.290    | 5.100        |
| 13º                      | Rio Ave FC               | 17    | 2.591  | 42,32%                  | 44.043    | 5.300        |
| 14º                      | AVS SAD                  | 17    | 2.407  | 41,74%                  | 40.919    | 6.230        |
| 15º                      | CD Nacional              | 17    | 2.396  | 46,54%                  | 40.724    | 5.200        |
| 16º                      | Moreirense FC            | 17    | 2.387  | 38,79%                  | 40.575    | 6.150        |
| 17º                      | FC Arouca                | 17    | 2.111  | 42,76%                  | 35.889    | 5.600        |
| 18º                      | Casa Pia AC              | 17    | 2.043  | 29,26%                  | 34.729    | 7.000        |
| Média / Estimativa Total | Média / Estimativa Total | 306   | 12.294 | 53,50%                  | 3.761.888 | 340.898      |

## Equipas

### Promovido e rebaixados
| Pos. | Despromovidos da Liga Portugal Betclic 2023–24 | Despromoção            |
| ---- | ---------------------------------------------- | ---------------------- |
| 16.° | Portimonense (↓)                               | Playoff de Despromoção |
| 17.º | Vizela                                         | Despromoção Direta     |
| 18.º | Chaves                                         | Despromoção Direta     |

| Pos. | Promovidos da Liga Portugal 2 SABSEG 2023-24 | Promoção            |
| ---- | -------------------------------------------- | ------------------- |
| 1.º  | Santa Clara                                  | Promoção Direta     |
| 2.º  | Nacional da Madeira                          | Promoção Direta     |
| 3.°  | AVS (↑)                                      | Playoff de Promoção |

### Informações das equipas
| Clube               | Cidade                 | Estádio                                       | Capacidade | 2023–24  |
| ------------------- | ---------------------- | --------------------------------------------- | ---------- | -------- |
| Arouca              | Arouca                 | Estádio Municipal de Arouca                   | 5.600      | 7°       |
| AVS                 | Vila das Aves          | Estádio do Clube Desportivo das Aves          | 6.230      | 3° (LP2) |
| Benfica             | Lisboa                 | Estádio da Luz                                | 65.592     | 2°       |
| Boavista            | Porto                  | Estádio do Bessa Século XXI                   | 28.263     | 15°      |
| Braga               | Braga                  | Estádio Municipal de Braga                    | 30.286     | 4°       |
| Casa Pia            | Rio Maior              | Estádio Municipal de Rio Maior                | 7.000      | 9°       |
| Estoril             | Estoril                | Estádio António Coimbra da Mota               | 5.094      | 13°      |
| Estrela da Amadora  | Amadora                | Estádio José Gomes                            | 9.288      | 14°      |
| Famalicão           | Vila Nova de Famalicão | Estádio Municipal 22 de Junho                 | 5.186      | 8°       |
| Farense             | Faro                   | Estádio de São Luís                           | 7.000      | 10°      |
| Farense             | Faro                   | Estádio Algarve                               | 22.000     | 10°      |
| Gil Vicente         | Barcelos               | Estádio Cidade de Barcelos                    | 12.046     | 12°      |
| Moreirense          | Moreira de Cónegos     | Estádio Comendador Joaquim de Almeida Freitas | 6.150      | 6°       |
| Nacional da Madeira | Funchal                | Estádio da Madeira                            | 5.200      | 2° (LP2) |
| FC Porto            | Porto                  | Estádio do Dragão                             | 50.033     | 3°       |
| Rio Ave             | Vila do Conde          | Estádio do Rio Ave FC                         | 5.300      | 11°      |
| Santa Clara         | Ponta Delgada          | Estádio de São Miguel                         | 12.500     | 1° (LP2) |
| Sporting CP         | Lisboa                 | Estádio José Alvalade                         | 50.095     | 1°       |
| Vitória SC          | Guimarães              | Estádio D. Afonso Henriques                   | 30.029     | 5°       |

### Número de equipas por Asso. Futebol
| Pos. | Asso. Futebol | Nºe equipas | Equipas                                                          |
| ---- | ------------- | ----------- | ---------------------------------------------------------------- |
| 1    | Braga         | 5           | Braga, Famalicão, Gil Vicente, Moreirense e Vitória de Guimarães |
| 1    | Lisboa        | 5           | Benfica, Casa Pia, Estoril Praia, Estrela da Amadora e Sporting  |
| 3    | Porto         | 4           | AVS, Boavista, Porto e Rio Ave                                   |
| 4    | Algarve       | 1           | Farense                                                          |
| 4    | Aveiro        | 1           | Arouca                                                           |
| 4    | Ponta Delgada | 1           | Santa Clara                                                      |
| 4    | Madeira       | 1           | Nacional da Madeira                                              |

## Tabela classificativa
| Pos | Equipe               | Pts | J  | V  | E  | D  | GP | GC | SG  | Classificação ou descenso                                    |
| --- | -------------------- | --- | -- | -- | -- | -- | -- | -- | --- | ------------------------------------------------------------ |
| 1   | Sporting (C, Q)      | 82  | 34 | 25 | 7  | 2  | 88 | 27 | +61 | Fase de liga da Liga dos Campeões da UEFA de 2025–26         |
| 2   | Benfica (Q)          | 80  | 34 | 25 | 5  | 4  | 84 | 28 | +56 | 3ª. Pré-eliminatória da Liga dos Campeões da UEFA de 2025–26 |
| 3   | Porto (Q)            | 71  | 34 | 22 | 5  | 7  | 65 | 30 | +35 | Fase de liga da Liga Europa da UEFA de 2025–26               |
| 4   | Braga (Q)            | 66  | 34 | 19 | 9  | 6  | 55 | 30 | +25 | 2ª. Pré-eliminatória da Liga Europa da UEFA de 2025–26       |
| 5   | Santa Clara (Q)      | 57  | 34 | 17 | 6  | 11 | 36 | 32 | +4  | 2ª. Pré-eliminatória da Liga Conferência da UEFA de 2025–26  |
| 6   | Vitória de Guimarães | 54  | 34 | 14 | 12 | 8  | 47 | 37 | +10 |                                                              |
| 7   | Famalicão            | 47  | 34 | 12 | 11 | 11 | 44 | 39 | +5  |                                                              |
| 8   | Estoril Praia        | 46  | 34 | 12 | 10 | 12 | 48 | 53 | −5  |                                                              |
| 9   | Casa Pia             | 45  | 34 | 12 | 9  | 13 | 39 | 44 | −5  |                                                              |
| 10  | Moreirense           | 40  | 34 | 10 | 10 | 14 | 42 | 50 | −8  |                                                              |
| 11  | Rio Ave              | 38  | 34 | 9  | 11 | 14 | 39 | 55 | −16 |                                                              |
| 12  | Arouca               | 38  | 34 | 9  | 11 | 14 | 35 | 49 | −14 |                                                              |
| 13  | Gil Vicente          | 34  | 34 | 8  | 10 | 16 | 34 | 47 | −13 |                                                              |
| 14  | Nacional da Madeira  | 34  | 34 | 9  | 7  | 18 | 32 | 50 | −18 |                                                              |
| 15  | Estrela da Amadora   | 29  | 34 | 7  | 8  | 19 | 24 | 50 | −26 |                                                              |
| 16  | AVS                  | 27  | 34 | 5  | 12 | 17 | 25 | 60 | −35 | Play-off de Despromoção                                      |
| 17  | Farense (R)          | 27  | 34 | 6  | 9  | 19 | 25 | 46 | −21 | Zona de rebaixamento à Segunda Liga de 2025–26               |
| 18  | Boavista (R)         | 24  | 34 | 6  | 6  | 22 | 24 | 59 | −35 | Despromoção para a Liga 3 de 2025–26 de forma administrativa |

## Jornadas
| Mandante \ Visitante | AVS | ARO | BEN | BOA | BRA | CAS | EST | AMA | FAM | FAR | GIL | MOR | NAC | POR | RAV | STA | SPO | VSC |
| -------------------- | --- | --- | --- | --- | --- | --- | --- | --- | --- | --- | --- | --- | --- | --- | --- | --- | --- | --- |
| AVS                  | —   | 0–1 | 1–1 | 1–2 | 0–1 | 1–1 | 0–3 | 1–1 | 2–3 | 0–0 | 1–0 | 0–3 | 1–1 | 0–5 | 1–0 | 1–2 | 2–2 | 1–0 |
| Arouca               | 1–1 | —   | 0–2 | 1–4 | 1–2 | 0–0 | 1–1 | 1–0 | 1–2 | 2–2 | 1–1 | 1–0 | 1–0 | 0–2 | 1–1 | 1–0 | 0–3 | 0–1 |
| Benfica              | 6–0 | 2–2 | —   | 3–0 | 1–2 | 3–0 | 3–0 | 1–0 | 4–0 | 3–2 | 5–1 | 3–2 | 3–0 | 4–1 | 5–0 | 4–1 | 1–1 | 1–0 |
| Boavista             | 0–0 | 1–3 | 0–3 | —   | 0–1 | 2–3 | 0–0 | 0–1 | 0–2 | 1–1 | 1–3 | 0–2 | 0–1 | 1–2 | 0–2 | 1–0 | 0–5 | 1–2 |
| Braga                | 4–1 | 2–1 | 1–1 | 3–0 | —   | 1–2 | 2–2 | 1–1 | 3–3 | 2–0 | 2–0 | 3–1 | 1–0 | 1–0 | 4–0 | 1–1 | 2–4 | 0–2 |
| Casa Pia             | 1–1 | 3–1 | 3–1 | 0–1 | 2–1 | —   | 1–3 | 1–0 | 1–1 | 1–1 | 1–0 | 3–1 | 1–0 | 0–1 | 2–1 | 0–2 | 1–3 | 1–1 |
| Estoril Praia        | 0–0 | 4–1 | 1–2 | 2–1 | 0–2 | 0–2 | —   | 4–0 | 2–1 | 2–2 | 0–0 | 2–2 | 1–0 | 1–2 | 2–1 | 1–4 | 0–3 | 1–0 |
| Estrela da Amadora   | 0–1 | 2–1 | 2–3 | 2–2 | 0–1 | 0–1 | 2–4 | —   | 0–3 | 0–1 | 1–1 | 2–1 | 2–0 | 2–0 | 1–0 | 0–0 | 0–3 | 2–2 |
| Famalicão            | 4–1 | 0–0 | 2–0 | 1–0 | 1–1 | 2–1 | 3–0 | 0–0 | —   | 1–2 | 1–1 | 2–0 | 0–0 | 1–1 | 1–0 | 1–2 | 0–3 | 0–0 |
| Farense              | 0–1 | 0–1 | 1–2 | 0–1 | 0–1 | 0–0 | 1–0 | 1–0 | 2–1 | —   | 0–1 | 1–2 | 0–2 | 0–1 | 1–2 | 1–2 | 0–5 | 2–2 |
| Gil Vicente          | 4–2 | 1–1 | 0–3 | 1–2 | 0–0 | 1–1 | 1–2 | 3–0 | 0–2 | 1–0 | —   | 0–1 | 2–1 | 3–1 | 1–1 | 0–1 | 0–0 | 0–1 |
| Moreirense           | 1–1 | 3–1 | 1–1 | 1–0 | 1–2 | 3–2 | 2–2 | 1–1 | 0–0 | 0–0 | 3–2 | —   | 1–1 | 0–3 | 0–2 | 1–0 | 2–1 | 2–2 |
| Nacional da Madeira  | 3–1 | 1–2 | 0–2 | 0–0 | 0–3 | 3–1 | 2–2 | 0–1 | 2–1 | 2–0 | 0–3 | 1–0 | —   | 2–0 | 3–3 | 2–0 | 1–6 | 1–2 |
| Porto                | 2–0 | 4–0 | 1–4 | 4–0 | 2–1 | 2–0 | 4–0 | 2–0 | 2–1 | 2–1 | 3–0 | 3–1 | 3–0 | —   | 2–0 | 1–1 | 1–1 | 1–1 |
| Rio Ave              | 1–1 | 1–0 | 2–3 | 0–2 | 2–1 | 2–2 | 2–2 | 2–0 | 1–1 | 1–0 | 1–1 | 3–2 | 2–1 | 2–2 | —   | 1–1 | 0–3 | 2–2 |
| Santa Clara          | 2–1 | 2–0 | 0–1 | 1–0 | 0–2 | 2–1 | 2–3 | 1–0 | 2–1 | 0–0 | 2–1 | 1–1 | 1–0 | 0–2 | 1–0 | —   | 0–1 | 1–0 |
| Sporting             | 3–0 | 2–2 | 1–0 | 3–2 | 1–1 | 2–0 | 3–1 | 5–1 | 3–1 | 3–1 | 2–1 | 3–1 | 2–0 | 2–0 | 3–1 | 0–1 | —   |     |
| Vitória de Guimarães | 2–0 | 2–2 | 0–3 | 2–2 | 0–0 | 1–0 | 1–0 | 2–0 | 2–1 | 1–2 | 4–0 | 1–0 | 2–2 | 0–3 | 3–0 | 2–0 | 4–4 | —   |

## Play-off manutenção/promoção
O  16º classificado, disputará um play-off com o  3º classificado da Segunda Liga de 2024–25 em 2 mãos para decidir a equipa a participar na Primeira Liga de 2025–26.

### Primeira mão
| 24 de maio de 2025 | AVS                                                      | 3 – 0 | Vizela | Estádio do CD Aves, Vila das Aves |
| 19:45 (UTC+1)      | Gustavo Assunção 62' (pen.) · Babatunde Akinsola 67' 70' |       |        | Árbitro: Gustavo Correia          |

### Segunda mão
| 1 de junho de 2025 | Vizela                                           | 2 – 2 | AVS                                           | Estádio do FC Vizela, Vizela |
| 19:45 (UTC+1)      | Fernando Fonseca 14' · Heinz Mörschel 77' (pen.) |       | Babatunde Akinsola 38' · Gustavo Assunção 64' | Árbitro: Miguel Nogueira     |

AVS Venceu por 5–2 no placar agregado.

## Campeão
| Campeonato de Portugal de Primeira Divisão 2024/2025 |
| ---------------------------------------------------- |
| Sporting 21º Título                                  |

## Estatísticas
Atualizado em 30 de março de 2025.

### Artilharia
| Pos. | Jogador           | Equipa        | Gol(o)s |
| ---- | ----------------- | ------------- | ------- |
| 1    | Viktor Gyökeres   | Sporting      | 30      |
| 2    | Samuel Aghehowa   | Porto         | 15      |
| 3    | Clayton           | Rio Ave       | 13      |
| 4    | Vangelis Pavlidis | Benfica       | 10      |
| 5    | Cassiano          | Casa Pia      | 9       |
| 5    | Alejandro Marqués | Estoril Praia | 9       |
| 7    | Francisco Trincão | Sporting      | 8       |
| 7    | Ángel Di María    | Benfica       | 8       |
| 7    | Bruma             | Benfica       | 8       |
| 7    | Wenderson Galeno  | Porto         | 8       |
| 7    | Ricardo Horta     | Braga         | 8       |
| 7    | Óscar Aranda      | Famalicão     | 8       |
| 7    | Vinícius Lopes    | Santa Clara   | 8       |

### Assistentes
| Pos. | Jogador           | Equipa               | Assists. |
| ---- | ----------------- | -------------------- | -------- |
| 1    | Francisco Trincão | Sporting             | 11       |
| 2    | Bruma             | Braga                | 7        |
| 2    | Francisco Moura   | Porto                | 7        |
| 4    | Viktor Gyökeres   | Sporting             | 6        |
| 4    | Kerem Aktürkoğlu  | Sporting             | 6        |
| 6    | Nuno Moreira      | Casa Pia             | 5        |
| 6    | Ricardo Horta     | Braga                | 5        |
| 6    | Martim Fernandes  | Porto                | 5        |
| 9    | Pedro Gonçalves   | Sporting             | 4        |
| 9    | Orkun Kökçü       | Benfica              | 4        |
| 9    | Tiago Silva       | Vitória de Guimarães | 4        |
| 9    | Rodrigo Zalazar   | Braga                | 4        |
| 9    | Geovany Quenda    | Sporting             | 4        |
| 9    | Daniel Bragança   | Sporting             | 4        |
| 9    | André Horta       | Braga                | 4        |
| 9    | Leonardo Lelo     | Casa Pia             | 4        |
| 9    | Conrad Harder     | Sporting             | 4        |
| 9    | Kanya Fujimoto    | Gil Vicente          | 4        |
| 9    | Vangelis Pavlidis | Benfica              | 4        |
| 9    | Gustavo Sá        | Famalicão            | 4        |
| 9    | Matheus Pereira   | Santa Clara          | 4        |
| 9    | Nélson Oliveira   | Vitória de Guimarães | 4        |

### Clean sheets
| Pos. | Jogador         | Equipa               | Clean sheets |
| ---- | --------------- | -------------------- | ------------ |
| 1    | Diogo Costa     | Porto                | 14           |
| 2    | Anatoliy Trubin | Benfica              | 11           |
| 3    | Gabriel Batista | Santa Clara          | 10           |
| 3    | Bruno Varela    | Vitória de Guimarães | 10           |
| 5    | Lukáš Horníček  | Braga                | 7            |
| 5    | Lucas França    | Nacional da Madeira  | 7            |
| 5    | Matheus         | Braga                | 7            |
| 5    | Franco Israel   | Sporting             | 7            |
| 9    | Lazar Carević   | Famalicão            | 6            |
| 9    | Nico Mantl      | Arouca               | 6            |

### Hat-tricks
| Jogador          | Para        | Contra               | Resultado | Data                    |
| ---------------- | ----------- | -------------------- | --------- | ----------------------- |
| Kanya Fujimoto   | Gil Vicente | AVS                  | 4–2 (C)   | 16 de agosto de 2024    |
| Viktor Gyökeres  | Sporting    | Farense              | 5–0 (F)   | 23 de agosto de 2024    |
| Kerem Aktürkoğlu | Benfica     | Rio Ave              | 5–0 (C)   | 27 de outubro de 2024   |
| Samuel Aghehowa  | Porto       | AVS                  | 5–0 (F)   | 28 de outubro de 2024   |
| Viktor Gyökeres  | Sporting    | Vitória de Guimarães | 4–4 (F)   | 3 de janeiro de 2025    |
| Leandro Barreiro | Benfica     | Famalicão            | 4–0 (C)   | 17 de janeiro de 2025   |
| Alan             | Moreirense  | Casa Pia             | 3-2 (C)   | 15 de fevereiro de 2025 |

### Poker-trick
| Jogador         | Para     | Contra             | Resultado | Data                  |
| --------------- | -------- | ------------------ | --------- | --------------------- |
| Viktor Gyökeres | Sporting | Estrela da Amadora | 5–1 (C)   | 1 de novembro de 2024 |